# Melanie Brown
Melanie Janine Brown, nota anche con lo pseudonimo di Melanie B, Mel B e, per un breve periodo, Melanie G (Leeds, 29 maggio 1975), è una cantante e attrice britannica.
Divenuta nota nel 1994 come componente delle Spice Girls, gruppo musicale pop che ha venduto milioni di dischi nella seconda metà degli anni novanta, ha debuttato come cantante solista nel 1998 con il singolo, I Want You Back, primo in classifica in Gran Bretagna, seguito dal primo album Hot che tuttavia riscosse poco consenso.
Nel 2005 con il secondo album, L.A. State of Mind, ha tentato di rilanciare la sua fama, ottenendo però scarsi risultati in classifica. Nella sua carriera ha venduto 102,2 milioni di dischi, 100 milioni come membro del gruppo, e 2,2 milioni come artista solista (100.000 album e 2,1 milioni di singoli), risultando pertanto la quarta componente del gruppo per vendite complessive in carriera, e per vendite soliste.
Negli anni duemila ha anche esordito in ruoli da attrice teatrale e cinematografica e ha condotto alcuni programmi televisivi in Gran Bretagna, USA e Australia.

## Biografia

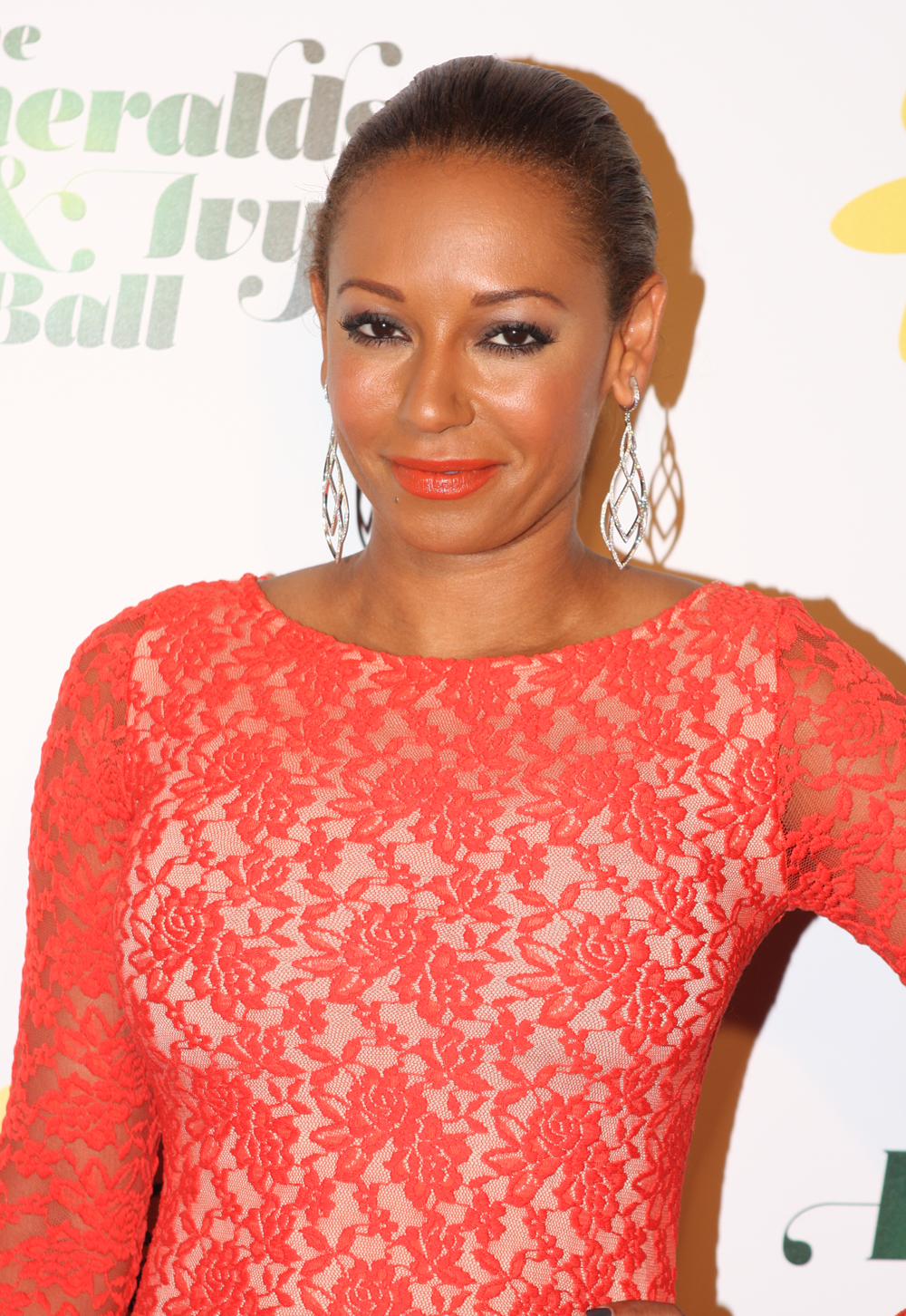
Melanie B nel 2012

### Esordi: Spice Girls
Di origini caraibiche, ha frequentato fin da bambina corsi di recitazione, canto e danza, con il sogno di sfondare nel mondo dello spettacolo.
Nel 1994 insieme a Melanie Chisholm, Victoria Adams, Geri Halliwell e Emma Bunton è entrata a far parte delle Spice Girls. Tra il 1996 e il 2000, il gruppo ha pubblicato tre album e dieci singoli, di quali nove sono giunti al primo posto nella classifica delle vendite, vendendo in tutto il mondo, milioni di dischi. Contemporaneamente al successo musicale, venne scelta insieme alle compagne del gruppo come testimonial di svariate campagne pubblicitarie, iniziative e un film basato sulla loro carriera, Spice Girls - Il film. Durante la permanenza nel gruppo era conosciuta come Scary Spice, a causa dell'esuberanza che la caratterizzava.

### Hot, il primo album da solista
Nel 1998 ha debuttato come solista pubblicando il singolo, I Want You Back, in collaborazione con Missy Elliott, album che raggiunse la prima posizione della classifica britannica dei singoli ed entrando nelle classifiche di diversi paesi europei. Del 1999 è invece il suo secondo singolo, Word Up!, cover di un brano del gruppo musicale statunitense Cameo e prodotta dal rapper statunitense Timbaland e inclusa nella colonna sonora del film Austin Powers - La spia che ci provava. Il singolo ottenne però meno successo del precedente, giungendo solo alla quattordicesima posizione della classifica britannica, ed entrando in quella dei Paesi Bassi. Questo singolo è stato accreditato come Melanie G, dall'iniziale del suo cognome da sposata, con Jimmy Gulzar, ballerino da cui ha avuto una figlia di nome Phoenix nel febbraio del 2000 e dal quale ha divorziato poco tempo dopo.
Sempre nel 1999 comincia la lavorazione del primo album da solista e del terzo album delle Spice Girls. I due dischi, entrambi pubblicati dalla Virgin come i precedenti singoli, sono stati pubblicati a poche settimane di distanza: il 9 ottobre 1999 uscì Hot, album di debutto da solista, mentre il 6 novembre 1999 fu il turno di Forever, terzo e ultimo disco delle Spice Girls.
L'album ha raggiunto una deludente ventottesima posizione nella classifica britannica, mentre i singoli hanno ottenuto maggior fortuna : Tell Me ha raggiunto la quarta posizione, Feels So Good la quinta e Lullaby la tredicesima. Nel maggio 2001, a causa degli scarsi risultati di vendita, la cantante è stata licenziata dalla casa discografica.

### L.A. State of Mind, il secondo album

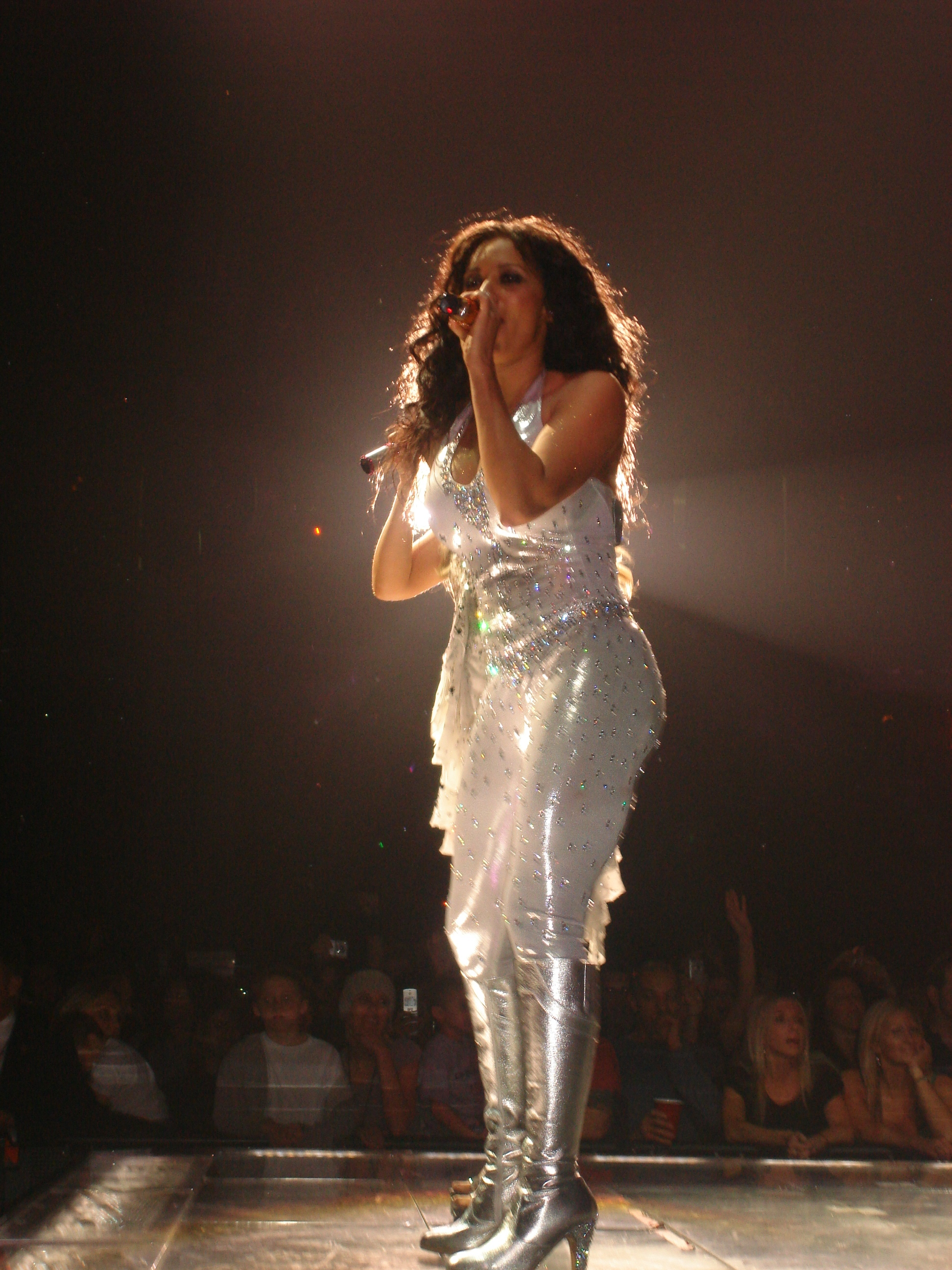
Melanie Brown durante il ritorno del tour delle Spice Girls a Detroit, il 16 febbraio 2006

In seguito ha lavorato principalmente come conduttrice televisiva nel talent-show, This Is My Moment, nel programma musicale Top of the Pops e varie cerimonie di premiazione, e come attrice, nella serie televisiva Burn It e nel film horror Lethal Dose. Nel 2002 ha debuttato in teatro con I monologhi della vagina, ottenendo un buon successo.
Dal 2003 ha spostato la sua residenza negli USA: ha debuttato a Broadway nel musical Rent e ha recitato nel film The Seat Filler accanto a Kelly Rowland delle Destiny's Child. Nel 2004 ha pubblicato la sua autobiografia, Catch a Fire.
Nel giugno del 2005 ha tentato di riprendere la carriera di cantante, pubblicando un secondo album solista per l'etichetta discografica indipendente Amber Cafè intitolato, L.A. State of Mind, accreditato come Melanie Brown, tuttavia passato inosservato sia dalla critica che dal pubblico. Dall'album è stato estratto un solo singolo, Today, che ha raggiunto appena la posizione numero quarantuno della classifica britannica.

### Attività televisiva
Tra il settembre ed il novembre del 2007 ha partecipato alla 5ª edizione di Dancing with the Stars, la versione americana di Ballando con le stelle, dove mostra abili capacità nel ballo, tanto da ricevere spesso i massimi voti dalla giuria, conquista la finale giungendo al 2º posto, nonostante avesse avuto i voti più alti dalla giuria e questo scatenò un po' una polemica sulla mancata vittoria. Subito dopo, nel dicembre dello stesso anno, è partita per un tour mondiale della durata di tre mesi insieme alle altre Spice Girls per portare a termine la reunion del gruppo, iniziata nel novembre del 2007 con la pubblicazione di un nuovo singolo, Headlines (Friendship Never Ends) e del Greatest Hits.
Nel marzo del 2008, finito il tour, ha condotto una rubrica all'interno del programma TV americano Hollywood Access, creando una linea di moda chiamata Catty Couture, e ha condotto e prodotto un reality show intitolato, The Singin' Office. Ha inoltre ricoperto il ruolo di conduttrice a rotazione del programma televisivo britannico, Loose Women. Nel 2013 ha partecipato al film 12 alberi di Natale. Ha inoltre manifestato l'intenzione di tornare alla carriera musicale rendendo note alcune collaborazione per un futuro terzo album.
Tra il settembre e il novembre 2010 è andato in onda sull'emittente televisiva Style Channel un docu-reality sulla vita della cantante. Dal marzo 2011 è parte integrante della giuria della trasmissione X Factor, versione australiana, anche per l'anno successivo. Da aprile 2012 conduce, Dancing with the Stars, versione australiana.
Tra il 2013 ed il 2015 fa parte della giuria di America's Got Talent, e nello stesso tempo, nel 2014, fa parte della giuria di The X Factor versione inglese, insieme a Louis Walsh e ai riconfermati Simon Cowell e Cheryl Fernandez-Versini. Il 22 ottobre 2014 presenta e conduce i MOBO Awards 2014, insieme alla presentatrice di Xtra Factor, Sarah-Jane Crawford. Nel 2023 ha fatto parte della giuria del talent show Queen of the Universe.

## Vita privata
Il 19 febbraio 1999 dà alla luce la prima figlia, Phoenix Chi Gulzar, avuta dal primo marito, Jimmy Gulzar, sposato nel 1998 e dal quale ha divorziato nel 2000. La battaglia legale per l'affido della bambina venne ampiamente pubblicizzata. Melanie vinse la causa, ma dovette pagare gli alimenti al marito per un valore di 1,25 milioni di sterline.
A fine 2006 ha suscitato scalpore una sua presunta love-story con l'attore Eddie Murphy testimoniata poi da fotografie scattate da paparazzi. Successivamente si è scoperto che Melanie era incinta dell'attore, ma Eddie Murphy, intervistato da una tv olandese, sostenne di non essere il padre e di voler chiedere il test del DNA. Il 3 aprile 2007 venne alla luce in una clinica di Santa Monica in California, la bambina alla quale è stato dato il nome di Angel Iris Murphy Brown. Il 23 giugno 2007 venne data la notizia che il test del DNA ha confermato la paternità di Eddie Murphy.
Il 6 giugno 2007 ha sposato a Las Vegas il produttore cinematografico Stephen Belafonte, per poi celebrare il matrimonio con le famiglie l'8 novembre 2008 a Hurghada, in Egitto. Il 1º settembre 2011 la coppia ha avuto una figlia, Madison. Nel 2017 la cantante annuncia di aver chiesto il divorzio dal marito accusandolo di violenza domestica e di averla costretta a fare sesso a tre con altre donne.
Il 5 luglio 2025 sposa a Londra l’hairstylist Rory McPhee.

## Discografia

### Discografia con le Spice Girls
Album in studio
- 1996 - Spice
- 1997 - Spiceworld
- 2000 - Forever

Raccolte
- 2007 - Greatest Hits

### Discografia solista
Album in studio
- 2000 - Hot
- 2005 - L.A. State of Mind

Singoli
- 1998 - I Want You Back (con Missy Elliott)
- 1999 - Word Up!
- 2000 - Tell Me
- 2000 - Feels So Good
- 2001 - Lullaby
- 2005 - Today
- 2013 - For Once In My Life

## Filmografia

### Cinema
- Spice Girls - Il film (Spice World), regia di Bob Spiers (1997)
- LD 50 Lethal Dose, regia di Simon De Selva (2003)
- The Seat Filler, regia di Nick Castle (2005)
- Giving You Everything, regia di Bob Smeaton (2007)
- Telling Lies, regia di Antara Bhardwaj (2008)
- Chocolate City, regia di Jean-Claude La Marre (2015)

### Televisione
- Coronation Street – serie TV, 23 episodi (1993)
- Voodoo Princess – programma TV (2002)
- Burn It – serie TV, 11 episodi (2003)
- Diario di una squillo perbene – serie TV, 1 episodio (2011)
- 12 alberi di Natale (Twelve Trees of Christmas), regia di Harvey Crossland – film TV (2013)
- Black Dynamite – serie TV, 1 episodio (2014)

## Doppiatrici italiane
Nelle versioni in italiano dei suoi lavori, Melanie Brown è stata doppiata da:
- Laura Boccanera in Spice Girls - Il film
- Emanuela D'Amico in 12 alberi di Natale
- Alessandra Chiari in The Circle

## Tour
- 2001 - Hot Tour

## Libri
- (EN) Catch a Fire. The Autobiography, Headline Book Publishing, 2002.